# 小笠原康廣
小笠原康廣（おがさわらやすひろ，享祿4年（1531年）－慶長2年（1589年））戰國時代－安土桃山時代後北條氏、德川氏家臣。通稱六郎、兵部少輔、播磨守。法號宗有（〈寬政重修諸家譜〉）。父小笠原元續。子小笠原長房。
康廣和北條氏綱母親一方有姻親關係而娶了北條氏康女兒，從氏康名字中拜領了「康」字。作為一門眾備受優厚待遇。永祿2年（1559年）役帳記載「小笠原六郎」領有相模國高作郡170貫。天正2年（1574年）將家督讓給兒子長房。天正8年（1580年）擔任使者出訪遠江濱松城的德川家康。天正11年（1583年）北條氏綱迎娶家康之女督姬時也被派遣為使者迎接。
天正18年（1590年）小田原合戰後康廣隨北條氏直到高野山出家，自號播磨守。後來在北條家臣勸說下出仕德川家康。

## 関連項目
- 小笠原氏